# Mernye
Mernye é um município da Hungria, situado no condado de Somogy. Tem 25,93 km² de área e sua população em 2019 foi estimada em 1.348 habitantes.